# A vámpír inasa
A vámpír inasa (eredeti címén The Vampire’s Assistant) Darren Shan (Darren O’Shaughnessy) ír író regénye. Ez a kötet a Vámpírvér trilógia középső, azaz második része.

## Történet
|  | Alább a cselekmény részletei következnek! |

A Vámpír könyvek című tizenkét részes sorozatának második kötete, azt meséli el, hogy az ifjú félvámpír (Darren) milyen megpróbáltatásokon megy keresztül új életének első szakaszain. Az első vérivás, az első ellenségek és első veszélyes kalandok ebben a könyvben kezdődnek meg Darrennel a Cirque du Freak-ben azaz a Rémségek cirkuszában. Eleinte Darrennek még szokatlan az új környezet távol eddigi otthonától, de lassacskán beilleszkedik a szörnyszülöttek közé. Sok új barátra tesz szert mind cirkusztagokra mind kívülállókra. A cirkuszból származó barátságaiból a legkiemelkedőbb talán Evrával, a kígyófiúval kötött barátsága.
Néhányukat elveszíti, mint például Samet, aki elszökve családjától is hajlandó lenne beállni a cirkuszba, vagy R.V.-t, akit nagyon megkedvel, de a könyv végére ellenségekké válnak. Közben Mr. Crepsley (Darren mestere) szüntelenül tanítja inasát, de ő egyes utasításoknak nem akar eleget tenni, mint például a vérivás. A vérivás szörnyűségeivel a félvámpír nem hajlandó szembesülni, ami miatt bajba sodorja magát és barátját is, akit elveszít.
Sam halála nem csak azért volt megrázó, ahogyan meghalt, hanem mert Darren egyik legjobb akkori barátja volt és mert a sorozatban ebben a kötetben hal meg hozzá közel álló ember.
A kötet végére nehezen ugyan, de legyőzi a gátlását a vérivás iránt.
|  | Itt a vége a cselekmény részletezésének! |

## Magyarul
- Darren Shan regényes története; ford. F. Nagy Piroska; Móra, Bp., 2001–2005 (Vámpír könyvek)
  - A vámpír inasa; 2001